# Lee Gang-jin
Lee Gang-jin ((이강진?, 李康珍?); Daejeon, 25 aprile 1986) è un calciatore sudcoreano, difensore del Jeju United.

## Nazionale
Ha partecipato ai mondiali Under-17 del 2003 e a quelli Under-20 del 2005.